# Paudy
Paudy település Franciaországban, Indre megyében. Lakosainak száma 437 fő (2022. január 1.). Paudy Les Bordes, Diou, Giroux, Lizeray, Ménétréols-sous-Vatan, Reuilly, Sainte-Lizaigne és Vatan községekkel határos.
- Postai irányítószáma (PC): 36260
- Terület (felület): 30,3 km²
- Népsűrűség (2022): 14 lakos/km²
- Minimális magasság: 139 méter
- Max. magasság: 187 méter[2]

## Népesség
A település népességének változása:
| Lakosok száma | 697  | 504  | 445  | 455  | 489  | 476  | 452  | 440  | 437  | 437  |
|               | 1968 | 1982 | 1990 | 2006 | 2013 | 2015 | 2017 | 2019 | 2020 | 2022 |